# سارة باريش
سارة باريش (بالإنجليزية: Sarah Parish)‏ هي ممثلة بريطانية، ولدت في 7 يونيو 1968 في المملكة المتحدة.

## أعمال

### أفلام
- (2006) الإجازة[4]

## وصلات خارجية
- سارة باريش على موقع IMDb (الإنجليزية)
- سارة باريش على موقع ألو سيني (الفرنسية)
- سارة باريش على موقع أول موفي (الإنجليزية)
- سارة باريش على موقع قاعدة بيانات الأفلام السويدية (السويدية)
- سارة باريش على موقع قاعدة بيانات الفيلم (الإنجليزية)
- سارة باريش على موقع كينوبويسك (الروسية)